# Lourenço Bai Xiaoman
Lourenço Bai Xiaoman (chinês: 白小满; 1821-1856; latim eclesiástico: Laurentius Bai Xiaoman) foi um santo católico e mártir chinês. Ele nasceu em Guizhou numa família pobre e tornou-se órfão em tenra idade. Ele se casou com 30 anos e teve uma filha.
Augusto Chapdelaine, um missionário francês, foi a Guangxi na década de 1850 para pregar o evangelho. Nessa época, os missionários cristãos eram proibidos de entrar no interior da China, longe dos portos do tratado. Bai foi batizado como católico em 1855 e recebeu o nome de 'Lourenço'. Ele tornou-se intimamente ligado a Chapdelaine.
Ele foi católico por apenas um ano antes de ser morto. Na época, uma amarga guerra civil estava sendo travada na China entre o grupo rebelde Taiping e o governo Qing. Os rebeldes eram cristãos que acreditavam que seu líder Hong Xiuquan era o irmão de Jesus Cristo. A rebelião começou em Guangxi e os exércitos Qing massacraram um grande número de civis em áreas associadas à rebelião.
Augusto Chapdelaine era conhecido em Guangxi por realizar atividades missionárias de uma maneira que ofendia os costumes e a cultura tradicionais chineses, especialmente no que diz respeito ao culto aos antepassados. Além disso, houve acusações de que ele estava tendo relações sexuais com mulheres cristãs.
Em 1856, Chapdelaine foi preso pelas autoridades Qing e eles decidiram executá-lo, em vez de deportá-lo para um dos portos do tratado chinês, onde os missionários europeus tinham permissão legal para ficar. Bai Xiaoman falou contra sua sentença e foi preso pelas autoridades Qing. Quinze outros também foram presos em associação com este episódio, incluindo outro santo chamada de Agnes Tsao Kou Ying, que também foi morta.
Após sua prisão, eles exigiram que Bai Xiaoman renunciasse ao cristianismo e ele recusou e, por isso, foi executado junto com os outros em Xilinxian. Ele foi executado na frente de sua esposa e sua filha, e antes de ser morto, ele pediu que sua esposa guardasse os Dez Mandamentos e ensinasse a fé a seus filhos. Ele foi decapitado em 25 de fevereiro de 1856 em Guangxi e seu corpo foi jogado em uma área arborizada para animais selvagens comerem.
Ele está listado no Martyrologium Romanum. 